# Џенабу Жоли Ба
Џенабу Жоли Ба (фр. Djenabou Jolie Bah; Конакри, 3. октобар 2009) гвинејска је пливачица и олимпијка чија ужа специјалност су спринтерске трке слободним стилом.

## Спортска каријера
Жоли Ба је своју међународну пливачку каријеру започела 2023. учешћем на Афричком јуниорском првенству у Сен Пјеру на Маурицијусу, где је остварила неколико солидних резултата. Два месеца касније, са свега 14 година дебитовала је и на сениорским такмичењима, а прво велико такмичење на коме је учествовала је било Светско првенство у катарској Дохи. У Дохи је пливала у квалификацијама трке на 50 слободно, а њено време од 31,93 секунде је било довољно за 98. место у конкуренцији 113 такмичарки.
Убрзо након светског првенства добила је специјалну позивницу за учешће на Олимпијским играма у Паризу исте године.   
У Паризу је пливала у квалификацијама трке на 50 метара слободним стилом. Наступила је у другој квалификационој групи где је пливала у стази 3, и са временом од 31,90 секунди заузела је пето место у својој квалификационој групи, односно укупно 69. место у конкуренцији 79 такмичарки.